# Ivan Krastev (lutte)
Pour les articles homonymes, voir Krastev.
Ivan Krastev est un lutteur bulgare né le 29 avril 1946. Il est spécialisé en lutte libre.

## Palmarès

### Jeux olympiques
- Médaille de bronze dans la catégorie des moins de 62 kg en 1972 à Munich[1]